# Kryszyn
Kryszyn – wieś w Polsce, położona w województwie lubelskim, w powiecie tomaszowskim, w gminie Telatyn. 
W latach 1975–1998 wieś administracyjnie należała do województwa zamojskiego.
Wieś jest sołectwem w gminie Telatyn. Według Narodowego Spisu Powszechnego z roku 2011 wieś liczyła 254 mieszkańców.
Wierni Kościoła rzymskokatolickiego należą do parafii Wniebowzięcia Najświętszej Maryi Panny w Nabrożu-Kolonii.

## Części wsi
| SIMC    | Nazwa           | Rodzaj     |
| ------- | --------------- | ---------- |
| 0901536 | Kolonia Kryszyn | część wsi  |
| 0901542 | Rudka           | przysiółek |

## Historia
W roku 1439 właścicielem Kryszyna, był Łaszcz pisany z Wrońskich i Kryszyna – syn Pełki, podczaszy zakroczymski w roku 1444. Był to pierwszy pewny przedstawiciel rodu Łaszczów w ziemi bełskiej. Przed 1496 wieś należała do Pełki Łaszcza. Rejestry poborowe z 1564 roku wskazują jako właścicieli Podhoreckich, było tu wówczas 4,25 łana (to jest 71,4 ha) gruntów uprawnych. W początkach XIX wieku dwór i folwark należał do Wysoczańskich, w 1846 do Pawła Kosseckiego, a następnie w roku 1881 do rodziny Janiszewskich, posiadał wówczas 471 mórg gruntu.
Nota słownika z XIX wieku opisuje, że obok wsi znajdują się 2 piękne kapliczki murowane ze statuami. Do dziś zachowała się jedna z nich.
Według spisu miast, wsi, osad Królestwa Polskiego z 1827 roku wieś liczyła 32 domy i 164 mieszkańców.
Według spisu powszechnego z roku 1921 wieś Kryszyn liczyła 34 domy oraz 209 mieszkańców, w tym 75 Ukraińców.

## Zabytki
- Neogotycka murowana kapliczka pod wezwaniem św. Antoniego z XIX wieku znajdująca się obok wsi.